# 瓦伊瓦拉鄉

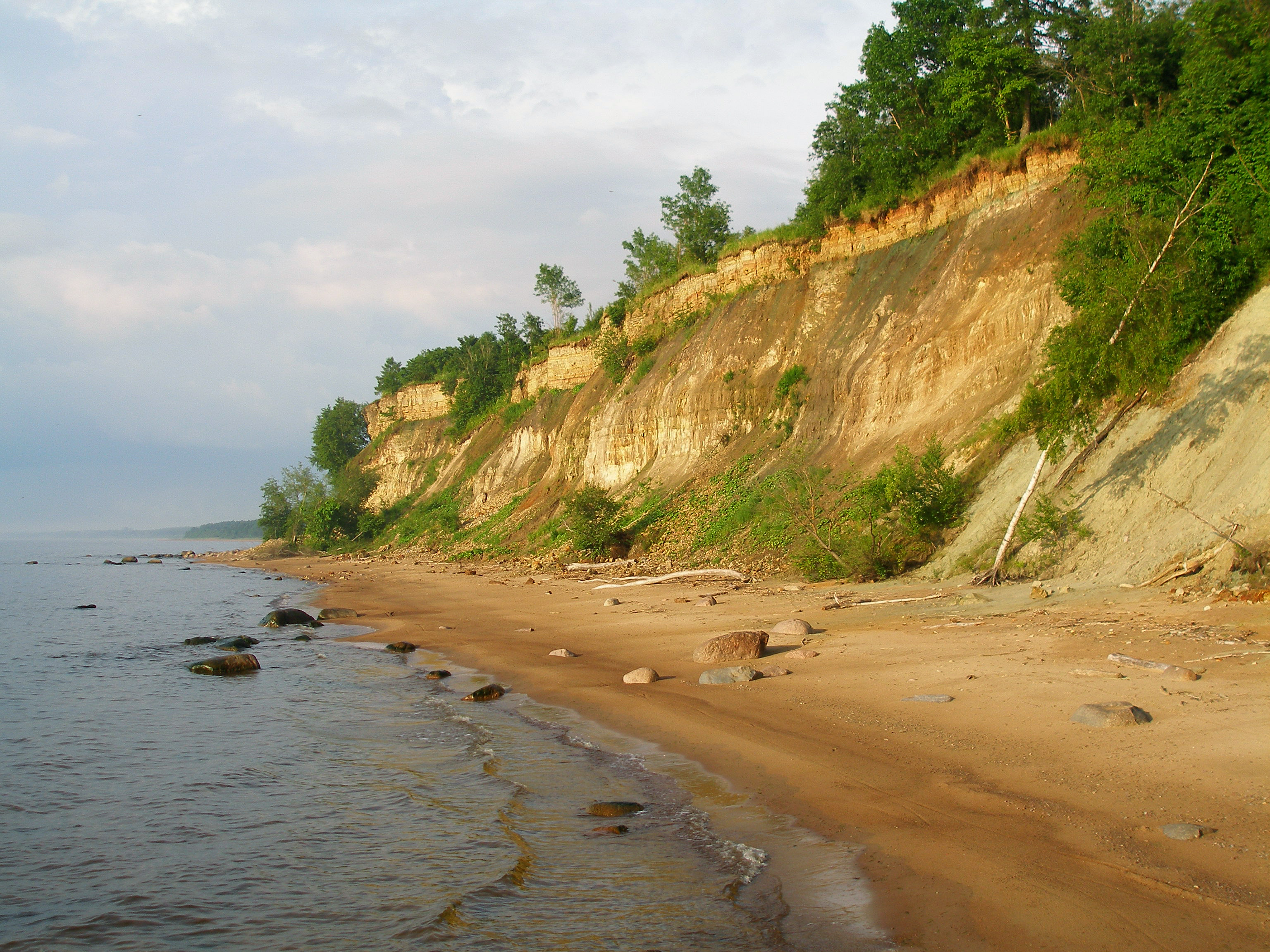
乌德里亚悬崖

瓦伊瓦拉鄉，曾是愛沙尼亞東維魯縣的一個鄉村型市镇，位於該國東北部，行政中心設於錫尼邁埃，面積398平方公里，2008年人口1,800，人口密度每平方公里4.5人。
2017年爱沙尼亚行政改革后，瓦伊瓦拉市镇、原科赫特拉-耶爾韋市镇的一个市区（Viivikonna）及原納爾瓦約埃蘇市合并成新的纳尔瓦约埃苏市镇。原纳尔瓦约埃苏市成为一个非独立的城市及新市镇的一个市区。新市镇使用原纳尔瓦约埃苏的旗帜及瓦伊瓦拉的盾徽。